# 蘇希塔什利克河 (莫克里塔什利克河支流)
蘇希塔什利克河（烏克蘭語：Сухий Ташлик），是烏克蘭的河流，位於該國中部，屬於莫克里塔什利克河的右支流，發源自海尼夫卡，流經基洛夫格勒州和切爾卡瑟州，河道全長37公里，流域面積261平方公里。